# 2010 GB174
2010 GB174 es un objeto transneptuniano, perteneciente al disco disperso. Nunca se acerca a menos de 48,5 ua del Sol y su gran excentricidad orbital sugiere que ha sido atraído gravitatoriamente hacia su órbita actual. Como todos los objetos del disco disperso está más allá de la influencia actual de Neptuno, por lo que queda sin explicar como llegó a su órbita actual.
Alcanzó el perihelio alrededor de 1952. En septiembre de 2014 se encontraba a más de 70 ua del Sol.